# Vincent (Francja)
Vincent – miejscowość i dawna gmina we Francji, w regionie Burgundia-Franche-Comté, w departamencie Jura. W 2013 roku jej populacja wynosiła 328 mieszkańców.
W dniu 1 kwietnia 2016 roku z połączenia dwóch ówczesnych gmin – Vincent oraz Froideville – utworzono nową gminę Vincent-Froideville. Siedzibą gminy została miejscowość Vincent.